# Camille Saint-Saëns

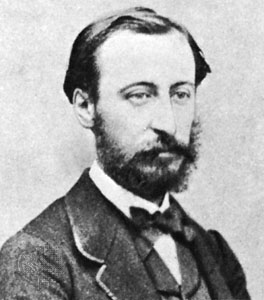
Saint-Saëns in 1875

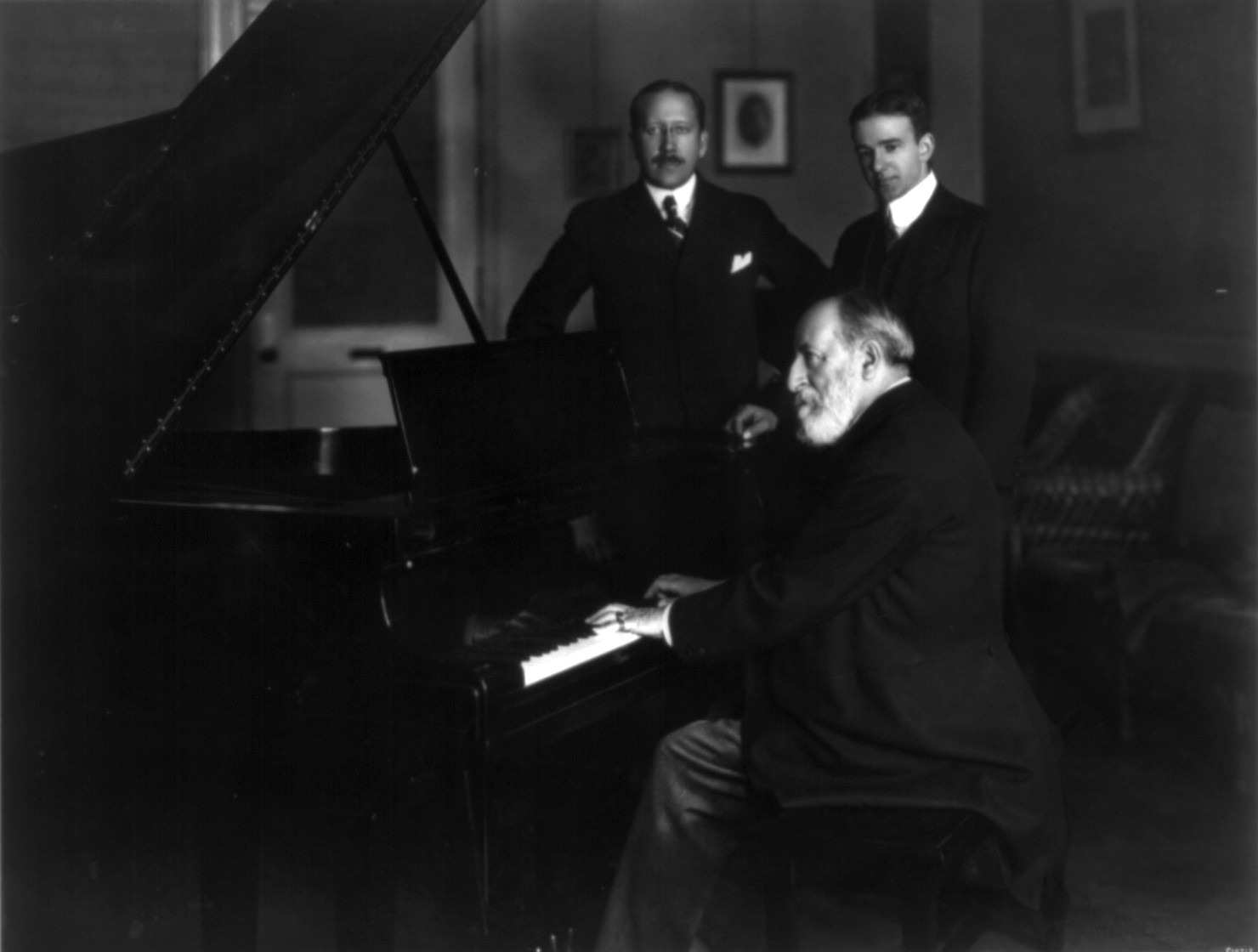
Saint-Saëns aan de piano, 1916

Charles Camille Saint-Saëns ([ʃaʁl kamij sɛ̃sɑ̃(s)]) (Parijs, 9 oktober 1835 – Algiers, 16 december 1921) was een Frans componist, pianist en organist.

## Levensloop

### Jeugd
Saint-Saëns werd geboren in Parijs als enig kind van Jacques-Joseph Victor Saint-Saëns en Françoise Clémence Collin. Zijn vader, financieel medewerker van het Ministerie van Binnenlandse Zaken, stierf nog geen drie maanden na Camilles geboorte aan tuberculose. Zijn moeder en zijn oudtante Charlotte Masson bekommerden zich om zijn opvoeding.
Saint-Saëns groeide op in een stimulerende sfeer. Door zijn oudtante kwam hij in aanraking met literatuur en muziek. Ze gaf hem zijn eerste pianolessen. Met nog geen vier jaar schreef hij zijn eerste muziekstukjes. Op zevenjarige leeftijd werd hij ingeschreven voor pianoles. Tevens ging hij op orgelles.
Het eerste optreden van Saint-Saëns vond plaats in de Salle Pleyel te Parijs in het jaar 1846. Daarbij verbijsterde hij het publiek door het te laten kiezen welke van de 32 pianosonates van Beethoven hij zou spelen. Saint-Saëns blonk in zijn jeugd ook op andere gebieden uit. Zo kon hij al op zijn zevende Latijn lezen en toonde hij vroeg een grote interesse voor natuurwetenschappen, geologie, archeologie, botanie en astronomie. Op de leeftijd van dertien jaar werd hij aangenomen op het Conservatorium van Parijs. Zijn eerste symfonie schreef hij toen hij pas achttien jaar was.

### Successen en tegenslagen
Saint-Saëns hielp aanvankelijk bij de introductie van Duitse romantische muziek in Frankrijk, zoals die van Richard Wagner, Franz Liszt en Robert Schumann. De Duitse muziek begon vanaf de jaren 70 van de 19e eeuw echter een steeds grotere opmars in Frankrijk te maken, tot grote tegenzin van de nationalistisch ingestelde Saint-Saëns. Daarom richtte hij de Société Nationale de Musique op, die zich bezighield met het bevorderen van de Franse muziek en het bieden van een podium aan beginnende Franse componisten, voor wie hij concerten organiseerde.
Vanaf zijn 30e bevond Saint-Saëns zich in de gelukkigste periode van zijn leven. Hij componeerde twaalf uur per dag en wijdde zich met liefde aan het promoten van Franse muziek. In 1861 werd hij aangesteld als leraar piano aan de École Niedermeyer de Paris. Hij bleef dit doen tot 1865. Toen trok hij zich terug en gaf nadien geen les meer. In die tijd raakte hij goed bevriend met zijn leerling Gabriel Fauré.
In 1875 trad de bijna 40-jarige Saint-Saëns in het huwelijk met de toen 19-jarige Marie Truffot. Het huwelijk mislukte. De dood van hun beide kinderen bevorderde de relatie niet. De tweejarige André viel uit het raam van de derde verdieping van hun woning en Jean overleefde een kinderziekte niet. Deze twee enorme tegenslagen gebeurden in anderhalve maand tijd. Saint-Saëns gaf zijn vrouw de schuld van de dood van zijn zonen en in 1878 scheidde het echtpaar van elkaar.

### Vriendschap met Liszt
Begin jaren 50 (van de 19e eeuw) ontmoette Saint-Saëns voor het eerst Franz Liszt. Er ontstond een hechte vriendschappelijke band tussen de twee componisten. De pianistiek van Liszt zou een grote invloed hebben op Saint-Saëns’ componeren en pianospelen; hij kreeg de bijnaam ‘Franse Liszt’. Via Liszt raakte Saint-Saëns ook vertrouwd met de idealen van de Duitse romantiek. Hij werd de eerste belangrijke Franse pleitbezorger van de kunst van Richard Wagner, schoonzoon van Liszt. In navolging van Liszt schreef Saint-Saëns vier symfonische gedichten waaronder Le Rouet d’Omphale uit 1871 en Danse Macabre uit 1874 het bekendst zijn.
De opera’s van Saint-Saëns worden zelden nog uitgevoerd. De enige die repertoire heeft gehouden is zijn meesterwerk Samson et Dalila uit 1876. Aanvankelijk werd de opera geweigerd, maar Liszt ontfermde zich erover en zorgde voor een uitvoering in Weimar begin 1877. Het werd een groot succes. Pas in 1892 werd het in Parijs uitgevoerd.
In 1886 schreef Saint-Saëns ter nagedachtenis aan zijn grote vriend, die in dat jaar overleed, zijn monumentale Derde Symfonie in C-mineur, de zogenaamde “Orgelsymfonie”, waarin hij naast een groot orkest ook een uitgebreid orgel en twee piano’s gebruikt. 

### Reizen en eerbewijzen
Le Carnaval des Animaux, Grande fantaisie zoologique (Carnaval der dieren) werd Saint-Saëns’ populairste werk. Volgens de meeste bronnen is het werk geschreven in 1886, maar volgens de musicoloog Arend Koole is het geschreven in februari 1887 tijdens een concerttournee door Oostenrijk. Saint-Saëns schreef het voor een privéconcert in de carnavalstijd ten huize van de cellist Lebouc. Een paar dagen later werd het wegens enorm succes nog eens uitgevoerd voor het besloten gezelschap “La Trompette”, waarvoor Saint-Saëns zijn trompetseptet in 1881 had geschreven. Saint-Saëns beschouwde het stuk als een grap en het was zeker niet bedoeld om in het openbaar te worden uitgevoerd. Het heeft dan ook geen opusnummer en is pas uitgegeven in 1922, een jaar na de dood van de componist. Het is geschreven voor twee piano’s, twee violen, altviool, cello, contrabas, fluit, klarinet, harmonica en xylofoon.
Na de scheiding van zijn vrouw in 1878 vond Saint-Saëns alleen nog plezier in verre reizen. De tijd van de grote concerttournees brak aan. Hij ging graag naar Algerije en Egypte. Deze reizen beïnvloedden hem bij nieuwe composities als de Suite Algérienne en zijn Vijfde "Egyptische" pianoconcert. Op de Canarische eilanden verbleef de componist enkele jaren geheel incognito. Uiteindelijk had Saint-Saëns alle Europese landen, Rusland, de Verenigde Staten en Zuid-Amerika bezocht. Hij was inmiddels wereldberoemd en stond tussen 1890 en 1910 op het toppunt van zijn roem; hij werd beschouwd als de nestor van de Franse muziek, werd overal bejubeld als pianist, als organist, als componist en als musicoloog. In Uruguay componeerde hij een hymne die zeer populair werd in dat land. Ook in het Verenigd Koninkrijk was hij populair. Hij trad bijvoorbeeld op voor koningin Victoria en schreef een lofzang ter gelegenheid van de kroning van Edward VII in 1901, waarvoor hij de Royal Victorian Order kreeg. Ook ontving de componist in 1893 een eredoctoraat van de Universiteit van Cambridge.

### Late jaren
Van 1895 tot 1918 ondernam Saint-Saëns met Vincent d'Indy en Charles Bordes (die de voltooiing niet meemaakte doordat hij in 1909 overleed) een omvangrijk muziekwetenschappelijk werk: de uitgave van het complete compositorisch oeuvre van Jean-Philippe Rameau in achttien delen, waarmee zij een beslissende impuls gaven aan de wedergeboorte van de vrijwel vergeten Franse barokmuziek. Ook verleende Saint-Saëns medewerking aan het tot stand komen van reconstructies van werken van Lully, Charpentier, Gluck en Mozart.
Hoewel hij in zijn laatste levensjaren mateloos populair was buiten Frankrijk, gold dit in mindere mate voor Frankrijk zelf. Zijn muziek werd ouderwets gevonden en door andere componisten zwaar bekritiseerd, ten voordele van het Franse impressionisme van Claude Debussy. Het wordt deels gezien als een reactie op zijn onaangename persoonlijkheid. Verbeten en overtuigd van de waarde van zijn eigen werk deed hij er alles aan om het Debussy moeilijk te maken, hoewel hij in het inhoudelijke conflict tussen de vooruitstrevende "Debussyistes" en de zich op de ideeën van César Franck baserende "D'Indyistes" geen rol speelde. Een uiterst succesvolle tournee door de Verenigde Staten verhoogde zijn aanzien in Frankrijk nog steeds niet.
Hij stierf eind 1921 plotseling aan een hartstilstand tijdens zijn jaarlijkse overwintering in Algiers. Hij kreeg een staatsbegrafenis in de Madeleine in Parijs en werd bijgezet in het familiegraf op het Cimetière du Montparnasse.

## Werk
De stijl van Saint-Saëns wortelt in de muziek van de 19e-eeuwse romantiek, die grotendeels uit de mode was toen hij op 86-jarige leeftijd overleed. Over zijn eclectische werk hebben critici geschreven dat het de muziekgeschiedenis niet vooruitgeholpen heeft, maar anderzijds worden zijn melodische gave en zijn vermogen tot het bouwen van structuren in vele muziekgenres gezien als tekenen van fantasie en vakmanschap. De werken van Saint-Saëns hebben veel componisten beïnvloed, onder wie Gabriel Fauré en Maurice Ravel. Van laatstgenoemde is bekend dat hij vrijwel permanent een zakpartituur op zak had van Saint-Saëns' tweede pianoconcert, een inspiratiebron voor Ravels eigen instrumentatietechniek. Een deel van het oeuvre van Saint-Saëns heeft repertoire gehouden, waaronder de Derde symfonie (de Orgelsymfonie), de Danse macabre, het Carnaval der dieren, diverse soloconcerten, veel kamermuziek en de opera Samson et Dalila.
Ook latere muzikanten lieten zich inspireren door zijn muziek, ook in de popmuziek. Zo hadden Yvonne Keeley en Scott Fitzgerald in 1977 in Nederland een nummer 1-hit met het nummer If I had words, dat was afgeleid van de variant van de Gregoriaanse Dies Irae-melodie die Saint Saëns gebruikt in de Derde symfonie.
De Danse macabre was van 1978 tot 2022 in de Efteling te horen tijdens de hoofdshow van het Spookslot en is ook te horen in de naar dit werk vernoemde opvolger van deze attractie die in 2024 opende. Tevens vormt dit stuk de afsluiter van de watershow Aquanura.